# Buffalo Bill
Pour les articles homonymes, voir Cody et Buffalo Bill (homonymie).
William Frederick Cody, dit Buffalo Bill, est un citoyen américain, figure mythique de la conquête de l'Ouest puis homme de spectacle itinérant, né le 26 février 1846 à Le Claire (territoire de l'Iowa) et mort le 10 janvier 1917 à Denver (Colorado).
Il fut initialement chasseur de bisons (buffalo en anglais américain) puis dirigea une troupe théâtrale populaire, le Buffalo Bill's Wild West.

## Biographie

### Famille et jeunesse

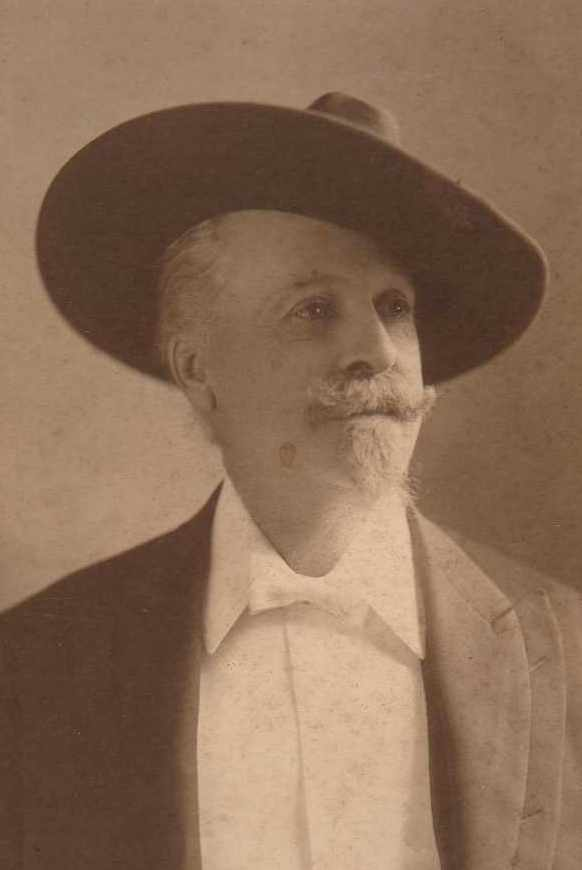
Buffalo Bill en 1906.

Son père, Isaac Cody, est originaire de la région de Toronto au Canada, tandis que sa mère Mary Ann Bonsell Laycock est native du New Jersey, non loin de Philadelphie.
En 1853, Isaac Cody vend sa propriété du comté de Scott dans l'Iowa pour 2 000 $ et la famille déménage à Fort Leavenworth dans le Kansas. Antiesclavagiste notoire, Isaac est blessé par ses adversaires après un discours lors des événements qui précèdent la guerre de Sécession. Il finit par en mourir en 1857.
Le jeune William Frederick Cody est soldat pendant la guerre de Sécession. Après une vie aventureuse, commencée à l’âge de 14 ans, où il participe aux guerres indiennes en tant qu’éclaireur et au développement du Pony Express[réf. nécessaire], il entre dans la légende grâce à l’écrivain Ned Buntline (en) qui raconte ses aventures. Son nom en langue indienne sioux était « Pahaska » (traduction : cheveux longs)[réf. nécessaire].

### Chasseur de bisons

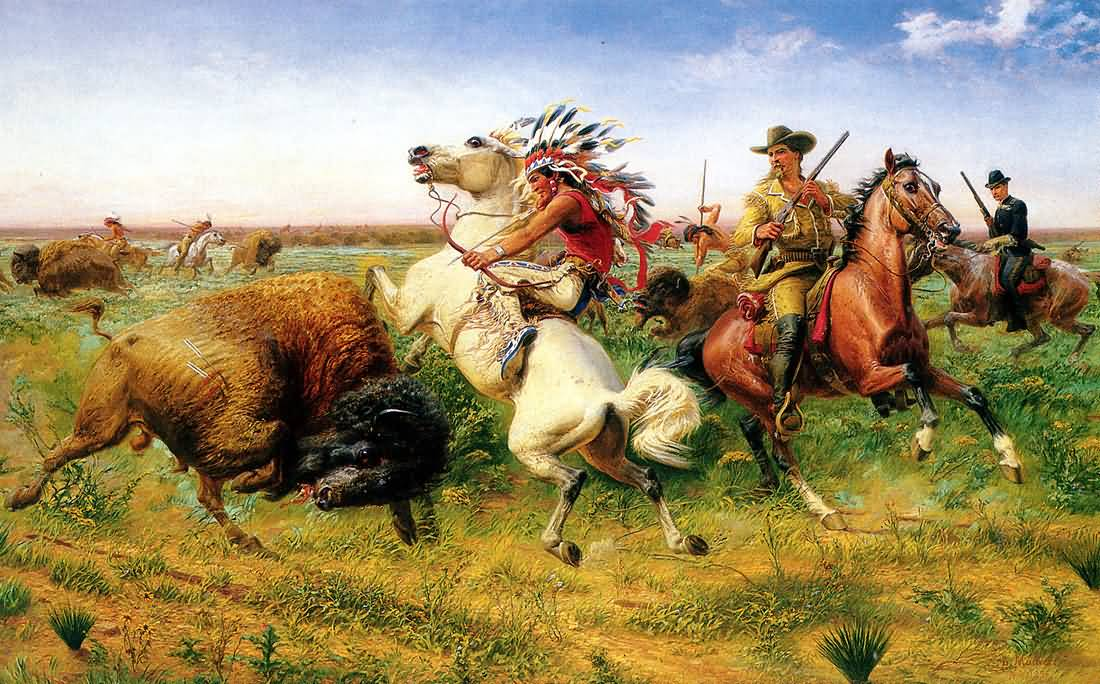
The Great Royal Buffalo Hunt par Louis Maurer (1895).

Son surnom provient du fait qu’il fournissait en viande de bison (buffalo en anglais courant d’Amérique du Nord) les employés des chemins de fer Kansas Pacific Railway et qu’il gagna un duel contre Bill Comstock en tuant 69 bisons contre 48 en une journée. Ces bisons ne furent abattus que pour le prestige des chasseurs. Leur chasse industrielle a conduit à leur extinction et a participé à priver de ressources les nations autochtones.

### Buffalo Bill's Wild West
De 1882 à 1912, Buffalo Bill organise et dirige un spectacle populaire : le Buffalo Bill's Wild West. Une tournée le conduit lui et sa troupe dans toute l’Amérique du Nord et en Europe. Sitting Bull participe au Buffalo Bill's Wild West en 1885 aux États-Unis et au Canada mais n’est pas autorisé à se rendre en Europe.

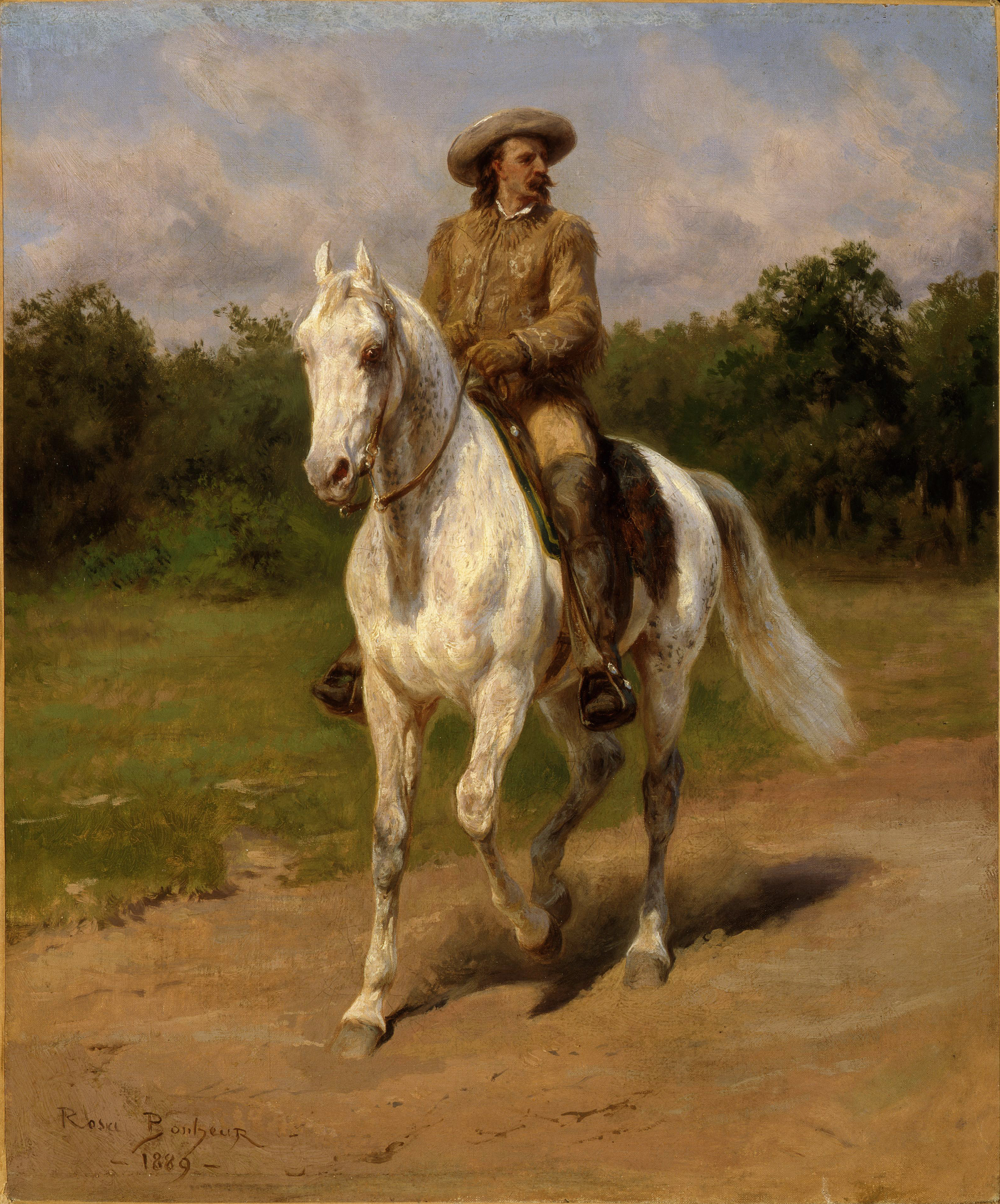
Portrait du colonel William F. Cody (Buffalo Bill) par Rosa Bonheur, 1889, Buffalo Bill Historical Center.

En 1889, il passe en France par Paris, Lyon et Marseille et la peintre Rosa Bonheur fait son portrait. Il utilise par la suite des reproductions de ce tableau pour sa publicité.
En 1905 lors d'une tournée qui a lieu dans plus de cent villes françaises, le spectacle connaît un important succès à Paris ; le peintre Maximilien Luce (1858-1941) consacre une série au cirque de Buffalo Bill qui se produit à l'Hippodrome de Montmartre, au bas de la rue Caulaincourt ; le garçon-vacher habite alors à l'hôtel Terrass. La cavalerie de sa troupe participe, de façon remarquée, au grand cortège du Carnaval de Paris, sorti pour la Mi-Carême. Le spectacle sera présenté au pied de la tour Eiffel et attirera trois millions de spectateurs.
C’était un spectacle étonnant pour l’époque, destiné à recréer l’atmosphère de l’Ouest américain dans toute son authenticité. Les scènes de la vie des colons illustraient des thèmes tels que la chasse au bison, le Pony Express, l’attaque d’une diligence et de la cabane d’un colon par les Indiens, la présence d'Amérindiens constituant le clou du spectacle.
Pour des millions d’Américains et d’Européens commença alors le grand mythe du Far West qui ne s’éteignit pas et que le cinéma, avec ses figures mythiques des géants de l’Ouest, contribua à développer.
Buffalo Bill a été une des personnes de son époque les plus photographiées. Il est une des rares personnes ayant reçu la Medal of Honor.
Son plus célèbre cheval est un cheval blanc nommé Isham.

Clichés photographiques de Buffalo Bill
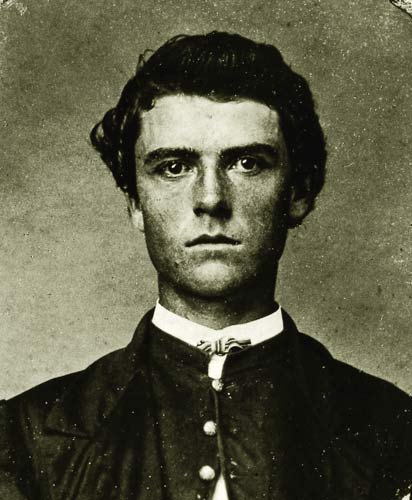
En 1865[9].
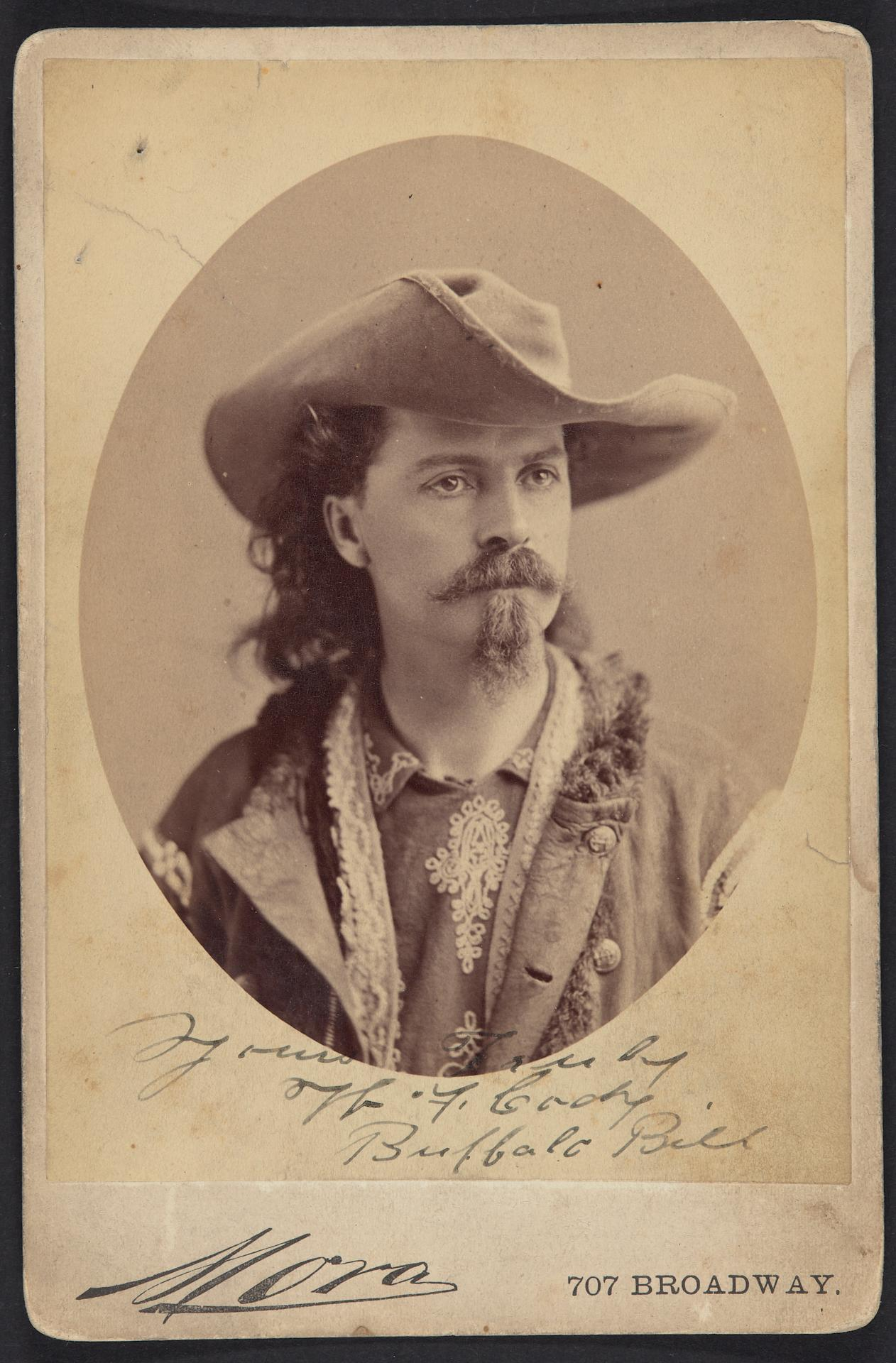
Vers 1875[10].
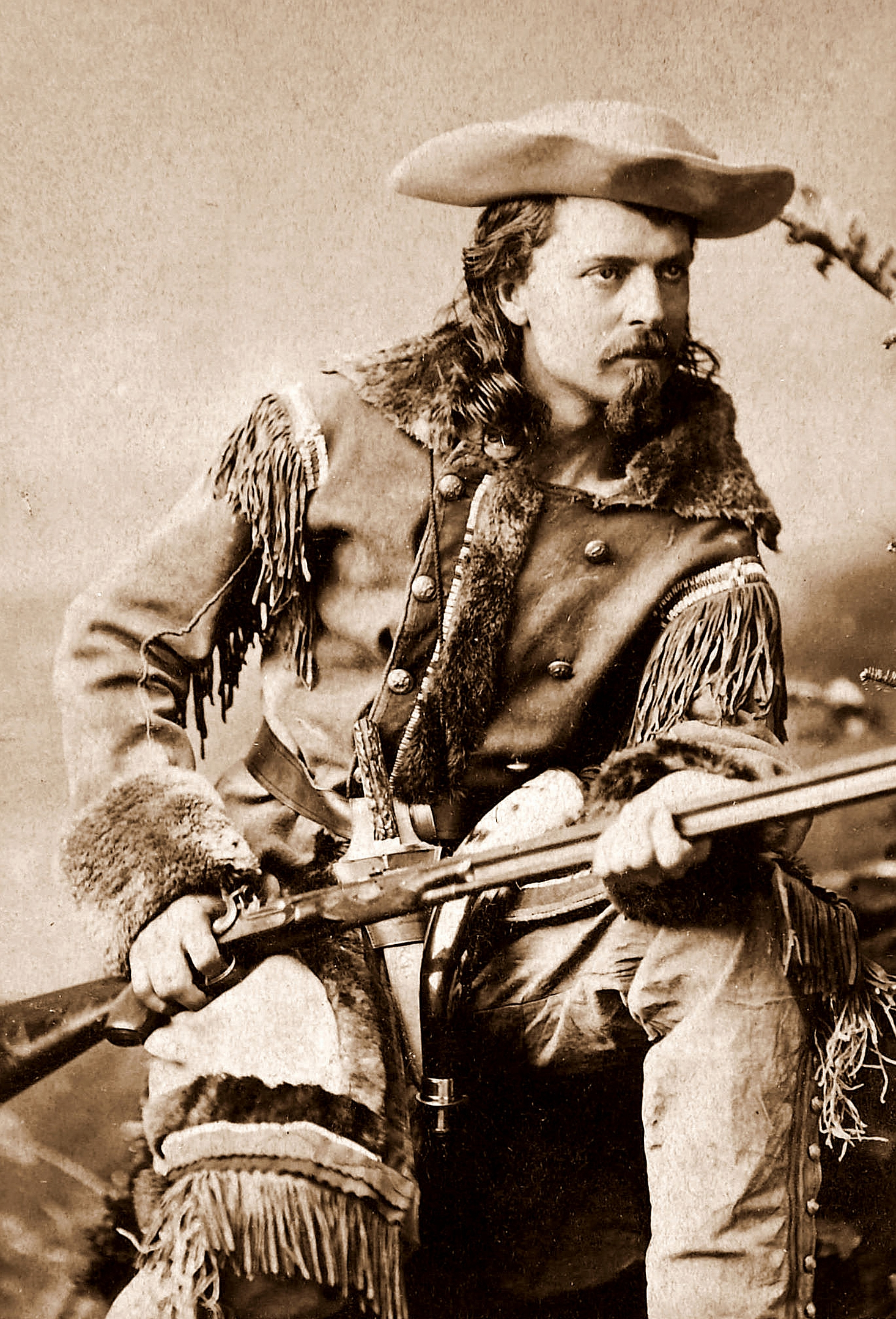
En 1880 (Sarony, 680 Broadway, New York).
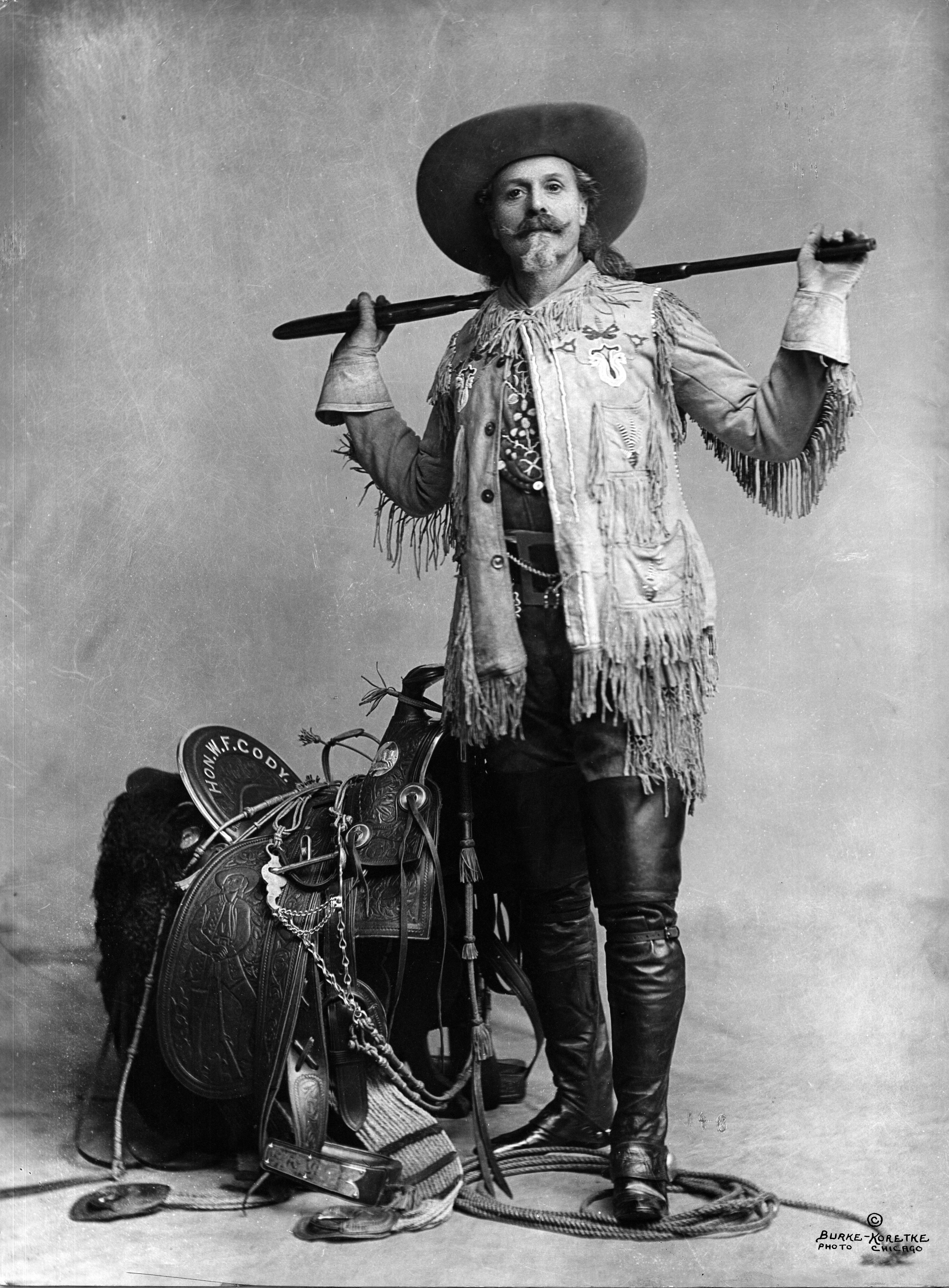
Vers 1892.
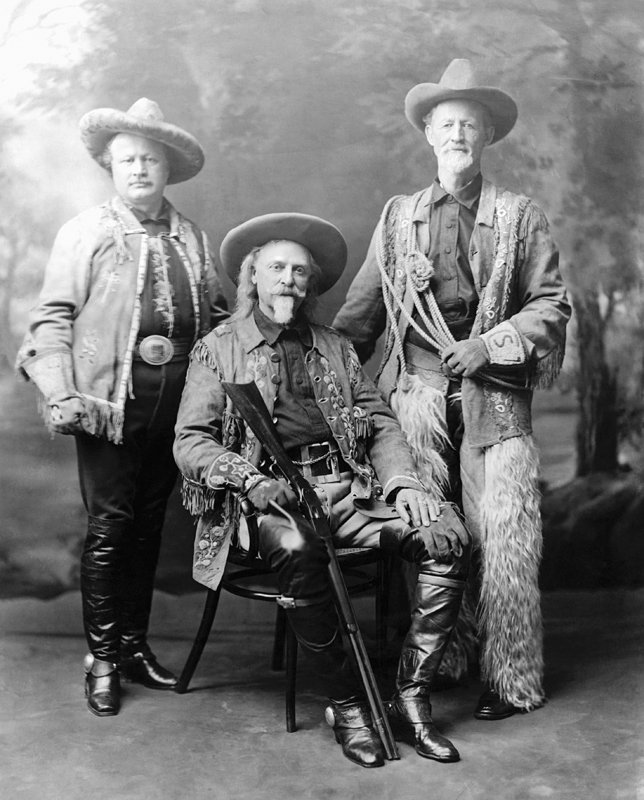
De gauche à droite : Pawnee Bill, Buffalo Bill, Buffalo Jones.
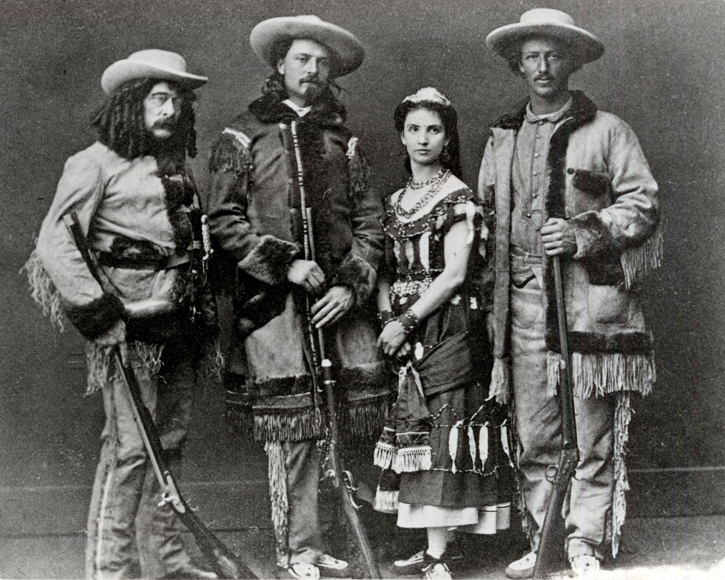
De gauche à droite : Ned Buntline, Buffalo Bill Cody, Giuseppina Morlacchi, Texas Jack Omohundro[11].

### La légende
Le chapeau stetson, le bandana et la chemise du cow-boy ont été popularisés par Buffalo Bill alors que tous les garçons-vachers n'en portaient pas. La majorité d'entre eux portaient un sombrero, protégeant mieux de la chaleur et beaucoup moins cher que le stetson.
Les grandes coiffes amérindiennes faites de plusieurs dizaines de plumes n'étaient utilisées que dans quelques tribus et seulement lors de grandes et rares occasions. La plupart du temps, les Amérindiens ne portaient que des coiffes de quelques plumes. C'est le spectacle de Buffalo Bill qui a fait entrer les grandes coiffes dans l'imaginaire collectif.

## La ville de Cody
La ville de Cody au nord-ouest du Wyoming, proche du parc national de Yellowstone a été fondée par Buffalo Bill.
Il y construisit en 1904 un lodge nommé Pahaska Tepee pour y accueillir les visiteurs du parc. En 2011, ce lodge reçoit des touristes tout au long de l'année, le lodge ancien existe toujours ; il ne se visite pas.
La légende de Buffalo Bill constitue un atout touristique. Un rodéo a lieu chaque soir de l'été. Un musée, le Buffalo Bill Historical Center, présente les Indiens des plaines, la faune et la flore de la région, des peintres américains, des armes à feu et une des cinq sections du musée est entièrement consacrée à l'histoire de Buffalo Bill et sa famille avec notamment une collection de souvenirs du mondialement célèbre Buffalo Bill's Wild West. C'est le plus grand espace culturel entre Minneapolis et la côte ouest.

## Distinctions
- Medal of Honor (États-Unis)

## Filmographie
Le premier film montrant des Indiens d'Amérique est un film pour kinétoscope datant de 1894 dans lequel des Indiens du Buffalo Bill's Wild West exécutent une danse. Le premier film montrant un cow-boy (garçon-vacher) est également pour kinétoscope et date de 1894 : ce garçon-vacher, également acteur au Buffalo Bill's Wild West, y exécute un rodéo.

### Comme acteur
- 1897 : Buffalo Bill and Escort
- 1898 : Indian War Council
- 1900 : Buffalo Bill's Wild West Show
- 1900 : Buffalo Bill's Wild West Parade
- 1900 : Buffalo Bill's Show Parade
- 1900 : Buffalo Bill's Wild West Parade
- 1901 : Buffalo Bill's Wild West Parade
- 1902 : Buffalo Bill's Wild West Show
- 1903 : Buffalo Bill's Parade

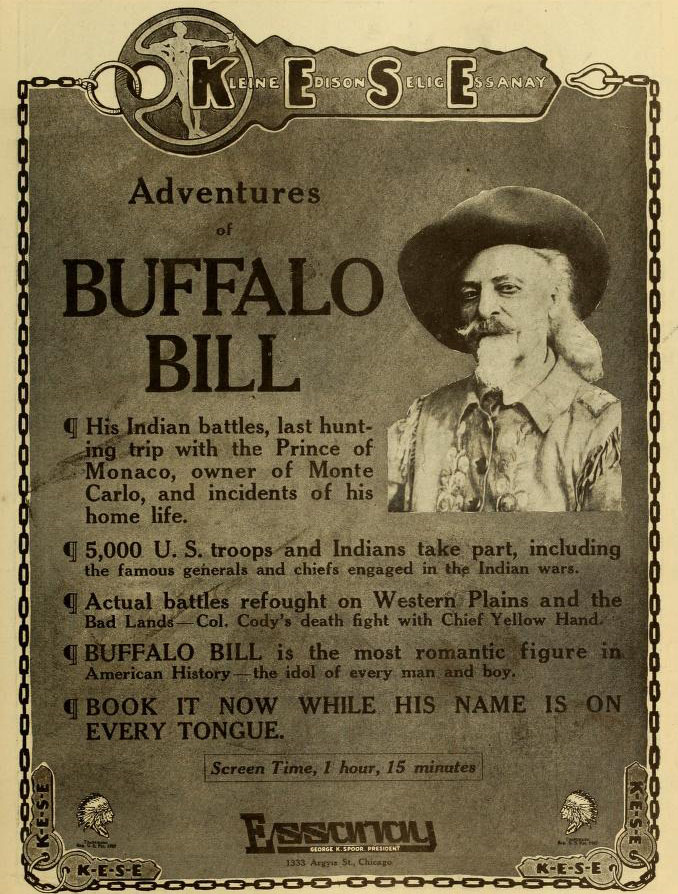
The Adventures of Buffalo Bill (1914).

- 1910 : Buffalo Bill's Wild West and Pawnee Bill's Far East
- 1914 : The Adventures of Buffalo Bill

### Comme scénariste
- 1909 : Les Aventures de Buffalo Bill

### Comme producteur
- 1914 : The Adventures of Buffalo Bill
- 1914 : The Indian Wars

## Inspirations

### Spectacles
De 1992 à 2020, un spectacle équestre permanent est donné en l’honneur des exploits de cet as de la gâchette dans le Disney Village de Disneyland Paris. La troupe de ce spectacle participa au cortège du Carnaval de Paris, en 1999.

### Cinéma
Le personnage de Buffalo Bill a été incarné dans plusieurs productions cinématographiques :
- 1894 : Buffalo Bill de W. K. L. Dickson ;
- 1917 : The Adventures of Buffalo Bill ;
- 1922 : In the Days of Buffalo Bill d’Edward Laemmle avec Duke R. Lee ;
- 1924 : Le Cheval de fer de John Ford avec George Waggner ;
- 1925 : The Pony Express de James Cruze avec John Fox Jr. ;
- 1926 : 
  - Fighting with Buffalo Bill de Ray Taylor,
  - Buffalo Bill on the U. P. Trail de Frank S. Mattison avec Roy Stewart,
  - The Last Frontier de George B. Seitz avec Jack Hoxie ;
- 1927 : Buffalo Bill’s Last Fight de John W. Nobel avec Duke R. Lee ;
- 1928 : Wyoming de W. S. Van Dyke avec William Fairbanks ;
- 1931 : Battling with Buffalo Bill de Ray Taylor ;
- 1933 : Le Monde change (The World Changes) de Mervyn LeRoy avec Douglas Dumbrille ;
- 1935 : 
  - La Gloire du cirque de George Stevens avec Moroni Olsen,
  - The Miracle Rider d’Armand Schaefer avec Earl Dwire ;
- 1936 : 
  - Une aventure de Buffalo Bill de Cecil B. de Mille avec James Ellison,
  - Custer’s Last Stand d’Elmer Clifton avec Ted Adams ;
- 1937 : Goofs and Saddles de Del Lord avec Curly Howard ;
- 1938 : 
  - Outlaw Express de George Waggner avec Carlyle Moore,
  - Flaming Frontiers de Ray Taylor avec Jack Rutherford ;
- 1940 : 
  - Pony Express Daysde B. Reeves Eason avec George Reeves,
  - Young Buffalo Bill de Joe Kane avec Roy Rogers ;
- 1942 : Overland Mail de Ford Beebe avec Bob Baker ;
- 1944 : 
  - El sobrino de Buffalo Bill de Ramon Barriero avec Nicolas D. Perchicot,
  - Buffalo Bill de William A. Wellman avec Joel McCrea ;
- 1947 : Le Retour de Buffalo Bill de Bernard B. Ray avec Richard Arlen ;
- 1949 : 
  - Buffalo Bill a Roma de Giuseppe Accatino avec Enzo Fiermonte,
  - Law of the Golden West de Philip Ford avec Monte Hale ;
- 1950 : 
  - King of the Bullwhip de Ron Osmond avec Tex Cooper,
  - Annie la reine du cirque de George Sidney avec Louis Calhern,
  - Cody of the Pony Express de Spencer Gordon Bennet avec Dickie Moore ;
- 1952 : Buffalo Bill in Tomahawk Territory de Bernard B. Ray avec Clayton Moore ;
- 1953 : Le Triomphe de Buffalo Bill de Jerry Hopper avec Charlton Heston ;
- 1954 : Riding with Buffalo Bill de Spencer Gordon Bennet avec Marshall Red ;
- 1957 : The Life and Legend of Wyatt Earp avec Ray Kellog ;
- 1958 :  Badman’s Country de Fred F. Sears avec Malcolm Atterbury ;
- 1964 : 
  - Seven Hours of Gunfire de Joaquin Luis Romero Marchent avec Clyde Roger,
  - Les Téméraires de Herschel Daugherty avec James McMullen ;
- 1965 : 
  - Buffalo Bill, le héros du Far West de Mario Costa avec Gordon Scott,
  - Une aventure de Buffalo Bill (téléfilm ORTF, 30 min) avec Alain Saury ;
- 1966 : Les Fusils du Far West de David Lowell Rich avec Guy Stockwell ;
- 1974 : 
  - Touche pas à la femme blanche de Marco Ferreri avec Michel Piccoli,
  - This Is the West That Was de Fielder Cook avec Matt Clark ;
- 1976 : Buffalo Bill et les Indiens de Robert Altman avec Paul Newman ;
- 1977 : The Incredible Rocky Mountain Race de James L. Conway avec John Hansen ;
- 1979 : 
  - La Dernière Chevauchée des Dalton de Dan Curtis avec Buff Brady,
  - Legend of the Golden Gun d’Alan J. Levi avec R. L. Tolbert ;
- 1981 : The Legend of the Lone Ranger de William A. Fraker avec Ted Flicker ;
- 1984 : Calamity Jane de James Goldstone avec Ken Kercheval ;
- 1987 : Kenny Rogers as The Gambler, Part III : The Legend Continues de Dick Lowry avec Jeffrey Jones.
- 1995 : 
  - Wild Bill de Walter Hill avec Keith Carradine,
  - Buffalo Girls de Rod Hardy avec Peter Coyote ;
- 2003 : Buffalo Bill’s Wild West Show : How the Myth Was Made de Mary Dickinson avec Ken Andersen ;
- 2004 : Hidalgo de Joe Johnston avec J. K. Simmons.

### Télévision
Le personnage de Buffalo Bill a été incarné dans plusieurs productions télévisuelles :
- 1952 : Les Aventuriers du Far West de Ruth Woodman avec William O’Neal ;
- 1955 : Buffalo Bill Jr.de George Archainbaud avec Dickie Jones ;
- 1956 : Circus Boy avec Dick Foran ;
- 1957 : Annie Get Your Gun de Vincent J. Donehue avec William O’Neal :
- 1959 : Colt .45 de Roy Huggins avec Britt Lomond ;
- 1982 : Voyages au bout du temps de James D. Parriott avec Christopher Carey ;
- 1989 : 
  - Lonesome Dove de Simon Wincer avec Dennis Weaver,
  - L'Équipée du Poney Express de Ed Spielman avec Stephen Balwyn ;
- Dans l'épisode Pour l'Amour de Blanche de la saison 9 de la petite Maison dans la prairie, Isaiah Edwards recueille un orang-outan après avoir rencontré un étrange individu du nom de Buffalo Bill qui meurt peu de temps après ;
- 2008 : 1910. Buffalo Bill[12] documentaire, série Mystères d'archives, Arte, première diffusion 10 juillet 2009 ;
- 2012 : Buffalo Bill et la Conquête de l'Est, Vincent Froehly, Arte, documentaire sur l'histoire du Wild West et le début de l'américanisation de l'Europe.

### Littérature
- Rosa Bonheur et Buffalo Bill, une amitié admirable, de Natacha Henry, aux éditions Robert Laffont, 2019
- Tristesse de la terre : une histoire de Buffalo Bill Cody, d'Éric Vuillard, aux éditions Actes Sud, 2014,  (ISBN 978-2-330-03599-0).
- Dans le roman, Le Silence des agneaux, le tueur en série est surnommé Buffalo Bill
- Génération Buffalo Bill: L'Ouest américain passionnément, par Gérard Crouzier et Gino Tognolli, aux éditions Vent d'Est

### Restaurants
La chaîne de restaurants française Buffalo Grill tire son nom d'une paronomase avec Buffalo Bill.

### Bande dessinée
- Le Français René Giffey a fait de Buffalo Bill un cow-boy humaniste dans sa série homonyme au long cours publiée de 1946 à 1960.
- Dans la série Lucky Luke, Buffalo Bill fait de temps en temps des apparitions, et il y est curieusement représenté comme souffrant de dyslalie [réf. nécessaire].
- Dans la série Chick Bill, Buffalo Bill apparaît une fois, représenté en petit trappeur vieillissant, écrivant ses mémoires et ayant quelques problèmes orthographiques[réf. nécessaire].
- Dans la série La Jeunesse de Picsou, Buffalo Bill apparait au cours de l'épisode 6 bis, Le Protecteur de Pizen Bluff, représenté en acteur vieillissant et quelque peu dépassé par l'action[13].
- Dans la série Mickey à travers les siècles, Mickey rencontre William Frederick Cody avant même qu'il ne soit surnommé Buffalo Bill. Histoire complète dans Le Journal de Mickey (numéros 1312 à 1326).

### Sport
En 1947, un concours est organisé pour renommer la franchise des Bisons de l'All-America Football Conference et propriété de James Breuil de la Frontier Oil Company (en). Le gagnant du concours avait suggéré le nom des « Bills », en référence à Buffalo Bill Cody. Lorsque la nouvelle franchise de Buffalo rejoint l'American Football League en 1960, ce surnom des Bills est adopté par la première équipe professionnelle de football américain de la ville, les Buffalo Bills.